# Jiande
Jiande (fil), även känt som Kienteh, är en stad på häradsnivå i östra Kina, och tillhör Hangzhous subprovinsiella stad i provinsen Zhejiang. Det ligger omkring 120 kilometer sydväst om provinshuvudstaden Hangzhou.
Stadshäradet hade 473 062 invånare vid folkräkningen år 2000, varav 99 039 invånare bodde i huvudorten Xin'anjiang. Jiande täcker ett område strax öster om Qiandaosjön, och var år 2000 administrativt indelat i femton köpingar (zhen) och tolv socknar (xiang).
Staden är bland annat känd för den kulturminnesskyddade byn Xinye, där en stor mängd traditionell arkitektur från Mingdynastin och framåt bevarats.